# Canal Street (Manhattan)
Canal Street é uma importante rua leste-oeste que fica em Lower Manhattan, Nova York. Ela segue desde o lado leste da Broadway, entre a Essex e a Jefferson Street, até a West Street, entre a Watts e a Spring Street, no oeste. A rua atravessa o bairro de Chinatown e forma as fronteiras do sul de SoHo e Little Italy, bem como o limite norte de Tribeca. A rua funciona como um grande conector entre Jersey City, através do Holland Tunnel, e o Brooklyn, através da Ponte de Manhattan. É uma via de mão dupla na maior parte do seu comprimento - da West Street até a Ponte de Manhattan - com dois trechos unidirecionais entre a Forsyth Street e a Ponte de Manhattan.

## História
Em 1800, o lago de água doce - também conhecido como Collect Pond - uma das poucas fontes naturais de água doce da cidade de Nova York, tornou-se completamente poluído com esgoto e escoamento de curtumes, cervejarias e outras oficinas e fábricas ao redor. O escoamento da lagoa, incluindo um "riacho lento" que percorreu parte da rota da futura Canal Street, alimentou pântanos, impedindo a cidade de continuar crescendo para o norte. Para lidar com isso, o Conselho Comum da cidade ordenou que os pântanos fossem drenados e, em 1803, que a própria lagoa fosse preenchida. Um dreno foi construído continuando o caminho do "rio lento" até o rio Hudson, que redirecionou o subsolo. A lagoa foi drenada com sucesso em 1813 ou 1815.

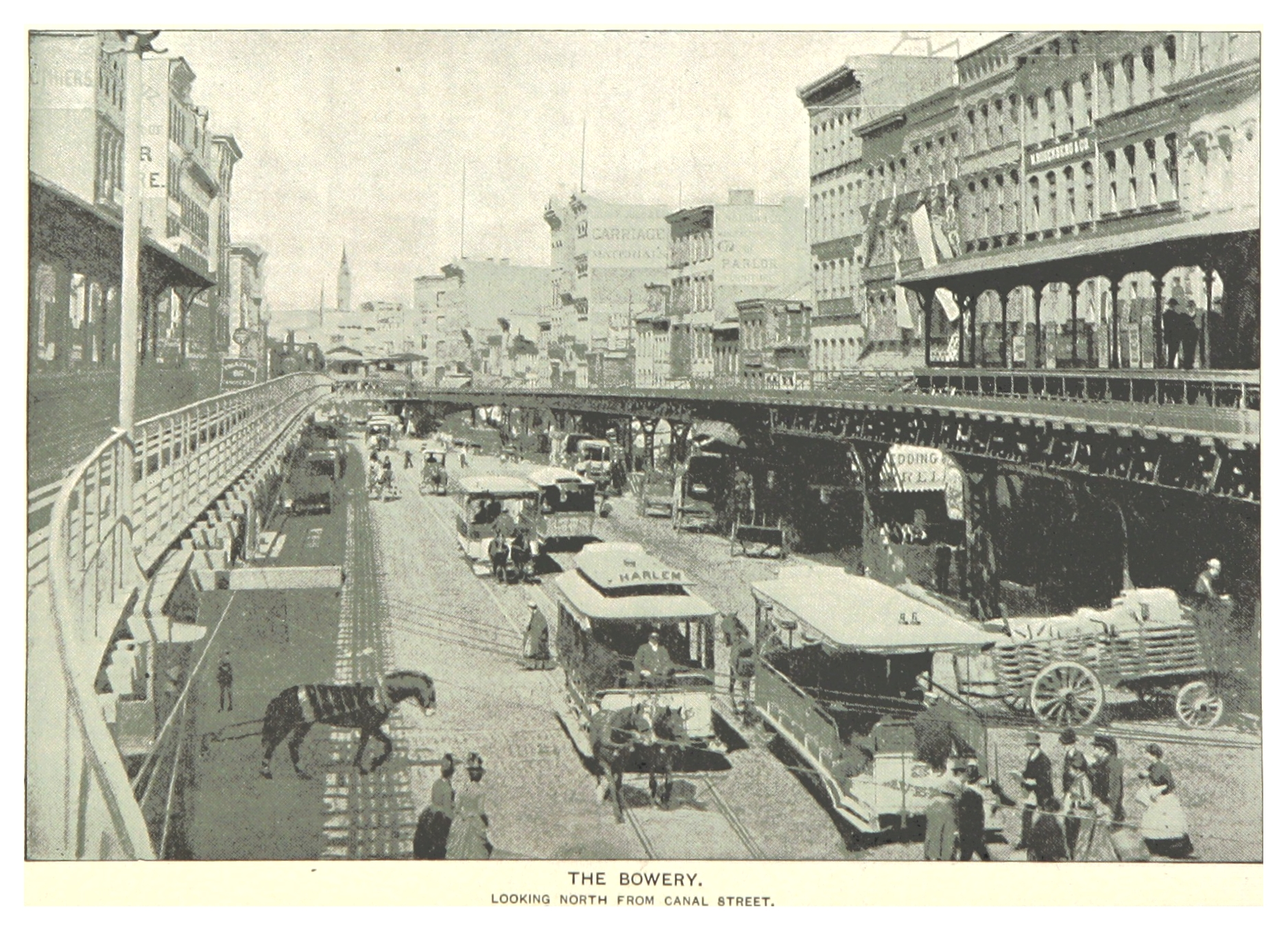
Canal Street em 1893.

A área foi desenvolvida, mas as nascentes permaneceram e fizeram com que a terra "seca" fosse pantanosa e irregular. O Conselho Comum autorizou então um canal, na forma de uma vala profunda, que continuaria a transportar o excesso de água. Por não ser eficiente e não ter fluxo suficiente, também se tornou um esgoto a céu aberto. A cidade o cobriu em 1819, mas como não tinha armadilhas de ar, o canal coberto tornou-se um esgoto coberto e fétido. Canal Street foi concluída em 1820, seguindo o caminho do canal coberto e nomeada em referência a ele. As residências históricas e os prédios mais novos que haviam sido construídos ao longo da Canal Street caíram rapidamente em desuso, e o trecho leste da Canal Street ficou dentro da conhecida favela Five Points, quando os valores das propriedades e condições de vida despencaram.
No início do século XX o comércio de joias centrou-se na esquina da Canal Street com a Bowery, mas mudou-se no meio do século para o moderno Diamond District na 47th Street. Na década de 1920, o Citizens Savings Bank construiu uma sede notável em cúpula no canto sudoeste da intersecção, que continua a ser um marco local. A porção da Canal Street, em torno da Sexta Avenida, era o principal mercado de componentes eletrônicos de Nova York por um quarto de século após o fechamento da Radio Row que foi demolida para a construção do World Trade Center.

### Reputação como refúgio dos vendedores ambulantes

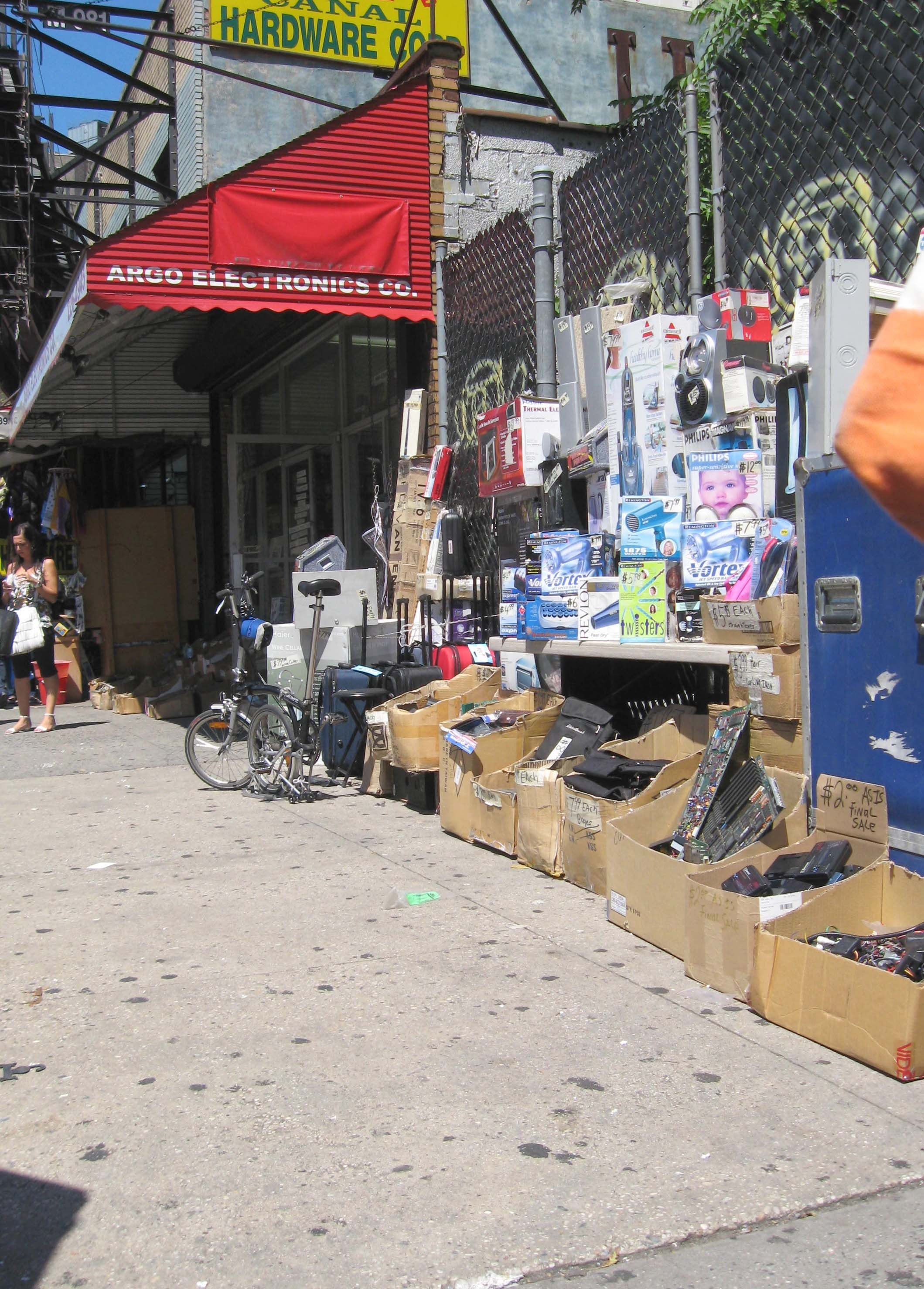
Comércio ilegal de produtos.

Canal Street é um distrito comercial movimentado, repleto de lojas abertas com preços comparativamente baixos e vendedores ambulantes a oeste; bancos e joalherias a leste. Por uma geração após a Segunda Guerra Mundial, o antigo segmento hospedou muitas lojas que vendiam componentes exóticos de alta tecnologia para possíveis inventores e engenheiros. Canal Street é também o principal distrito chinês de joalheria de Chinatown. Turistas, bem como moradores locais, lotam suas calçadas todos os dias para frequentar as barracas ao ar livre e lojas pequenas que vendem itens como perfumes, bolsas, ferragens e plásticos industriais a preços baixos. Muitos destes produtos são importações do mercado cinza e muitos notoriamente falsificados, com falsas marcas registradas de eletrônicos, roupas e acessórios pessoais (incluindo os relógios Rolex falsos, que se tornaram um clichê Manhattan). CDs e DVDs falsificados também são comuns e são oferecidos para venda na Canal Street - muitas vezes antes mesmo de serem lançados oficialmente nas lojas ou no teatro - em estandes e malas improvisados ou simplesmente dispostos em lençóis.
A venda generalizada desses produtos falsificados persiste ao longo da Canal Street e em lugares ocultos, apesar das frequentes batidas policiais. Além disso, a legislação foi proposta em 2013 para tentar tornar a compra de itens falsificados um crime; Isso permitiria que a economia da cidade recebesse pelo menos US$ 1 bilhão por ano em impostos.

## Galeria de imagens

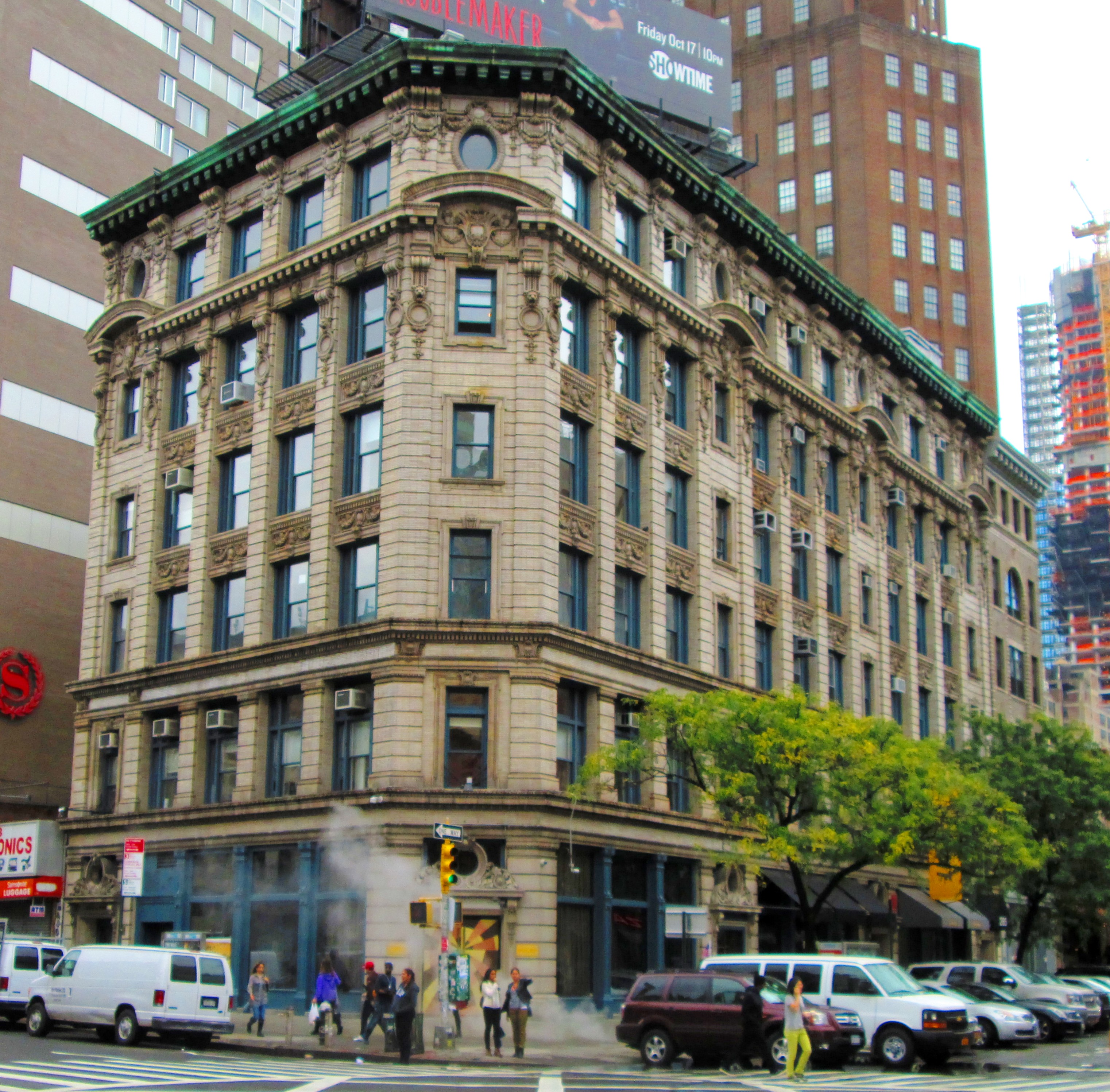
Edifício na esquina com a Broadway
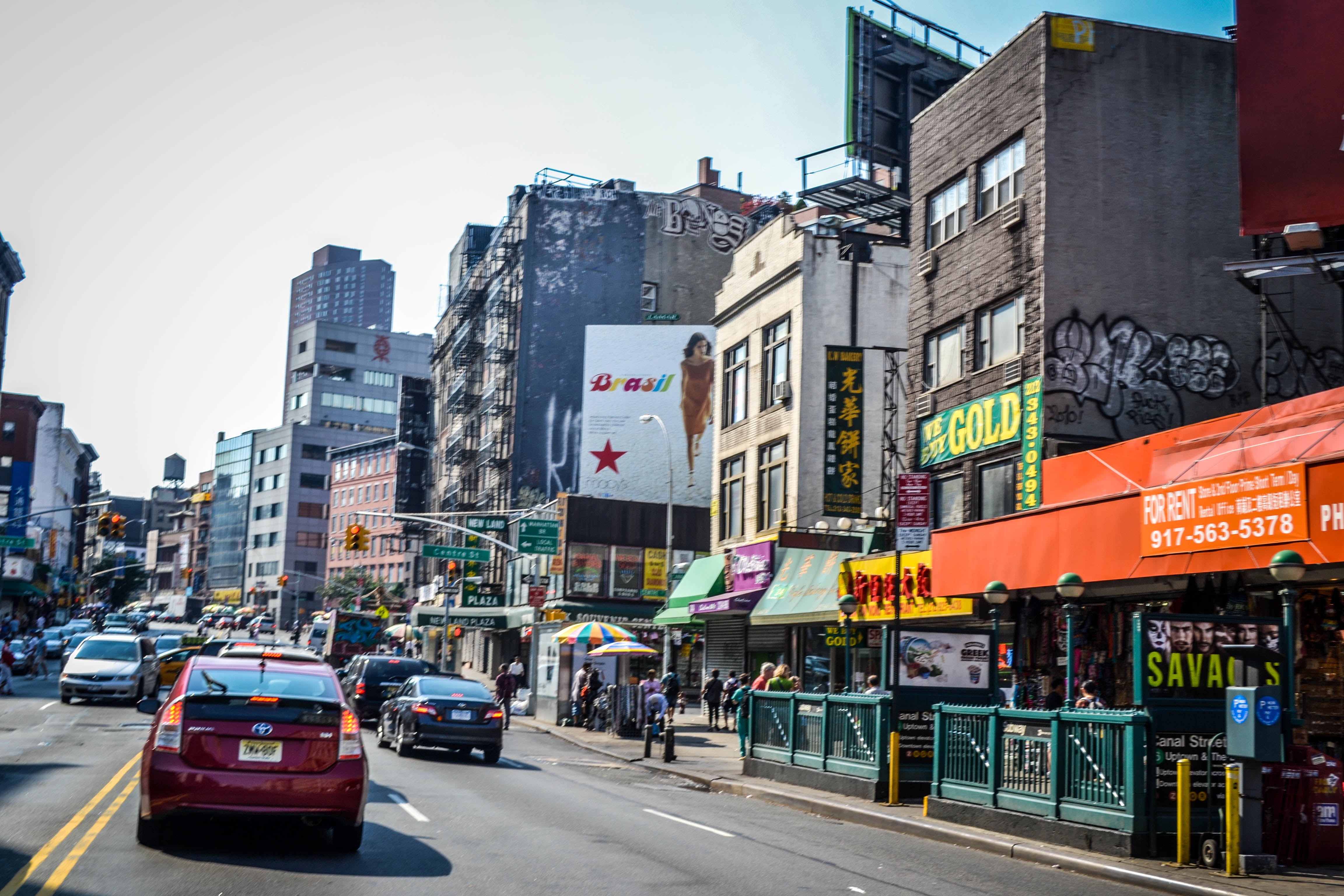
A região de Chinatown
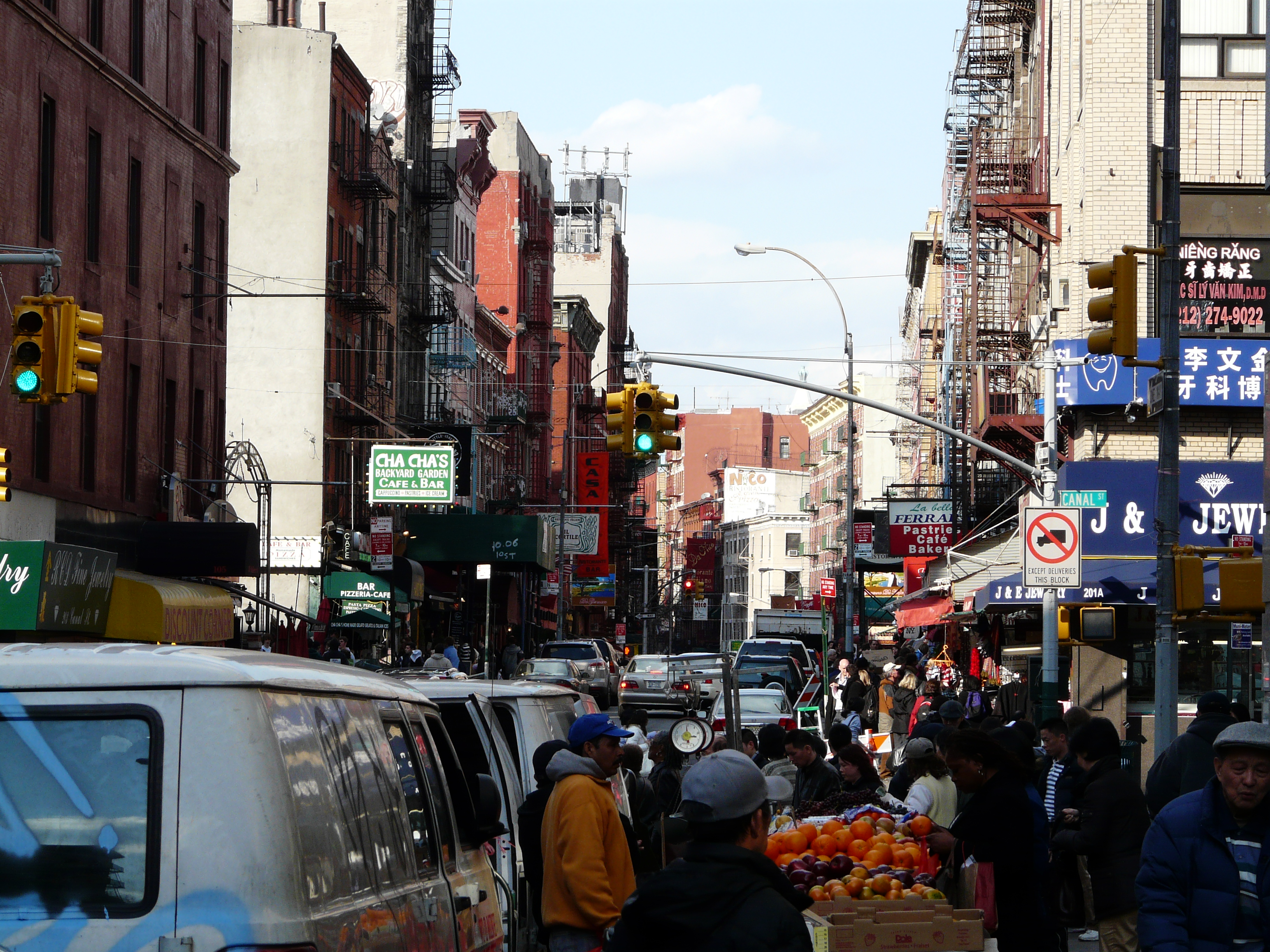
Movimentação de vendedores ambulantes
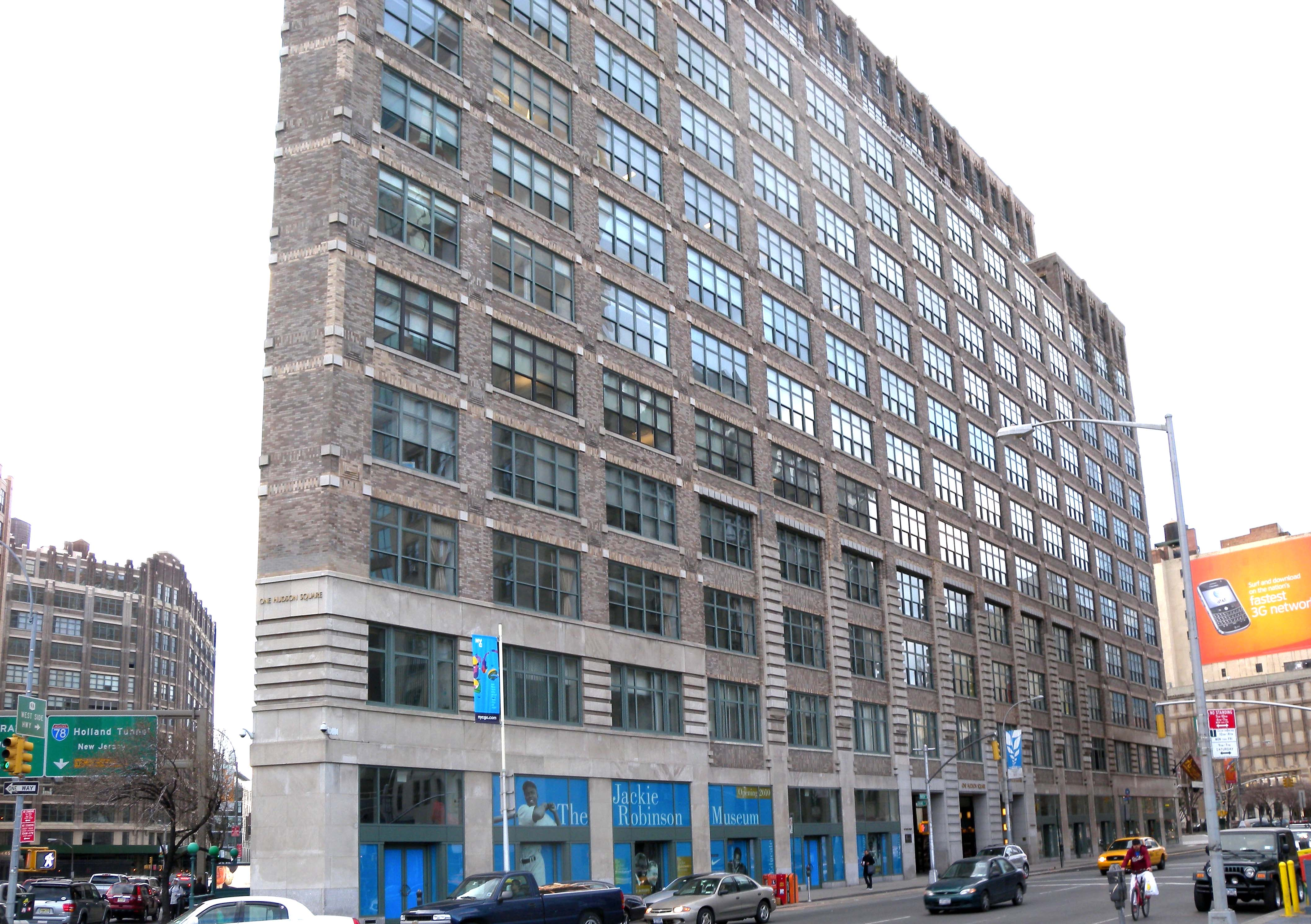
Vista do museu Jackie Robinson
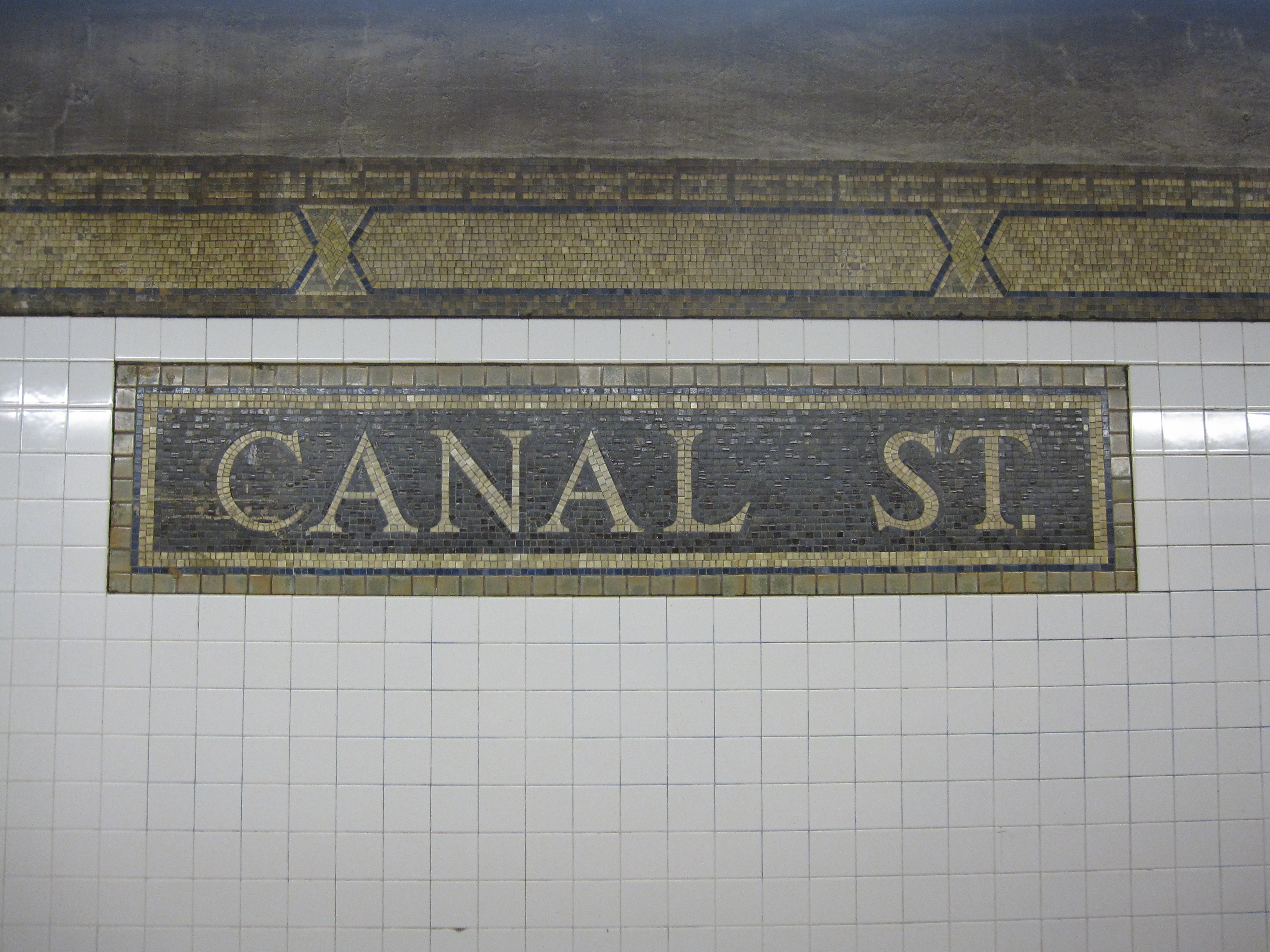
Visão interna de estação do metrô